# جنيفر غريفين
جنيفر غريفين (بالإنجليزية: Jennifer Griffin)‏ هي صحفية أمريكية، ولدت في 1969.

## وصلات خارجية
- جنيفر غريفين على موقع IMDb (الإنجليزية)